# Ada Kok

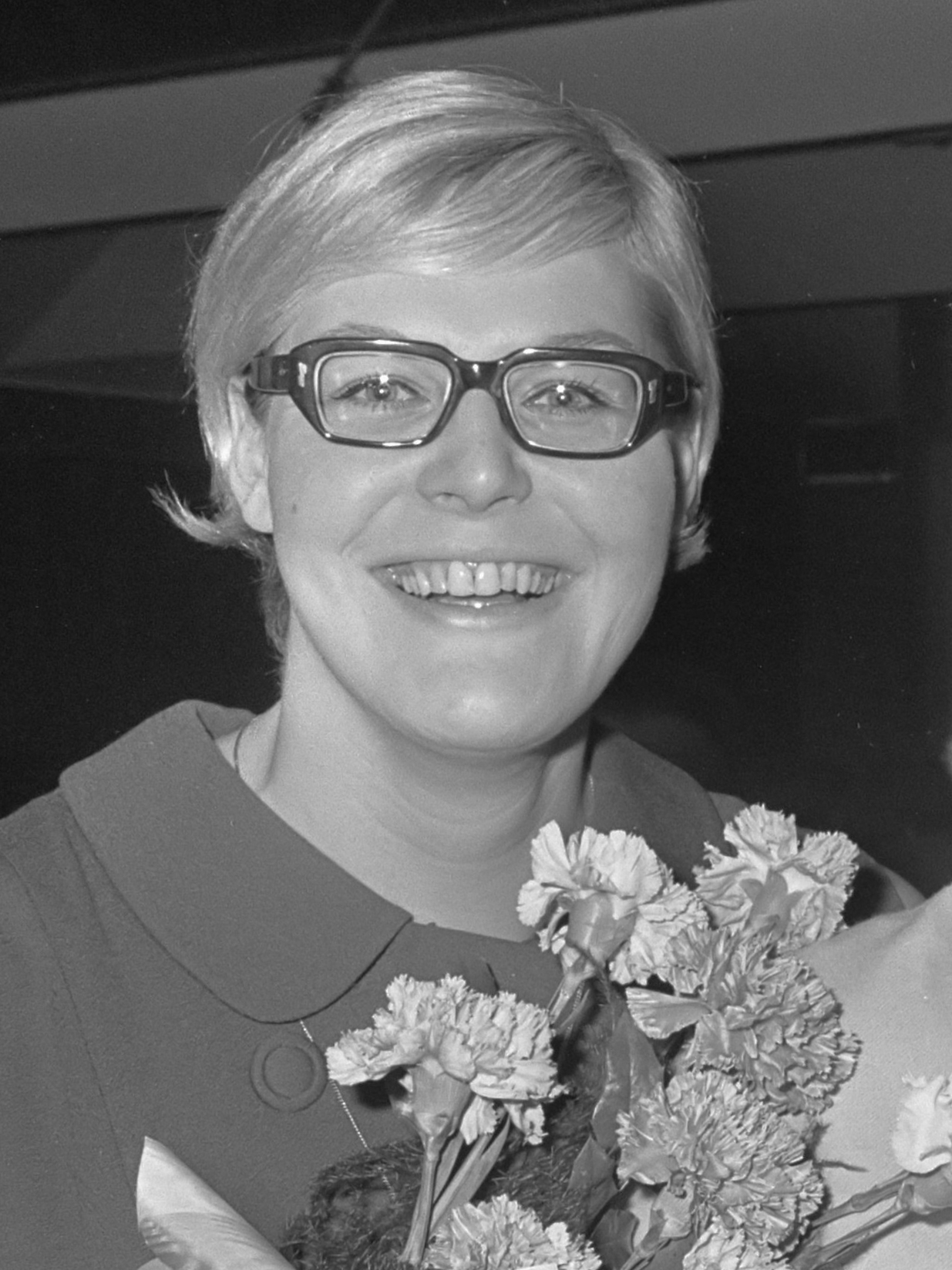
Ada Kok, 1968

Aagje „Ada“ Kok (* 6. Juni 1947 in Amsterdam) ist eine ehemalige niederländische Schwimmerin.
Der Start ihrer internationalen Karriere war der Gewinn des Europameistertitels über 100 m Schmetterling bei den Europameisterschaften 1962 in Leipzig. Außerdem holte sie den Titel mit der niederländischen 4 × 100-m-Freistilstaffel. Zu diesem Zeitpunkt war sie gerade 15 Jahre alt. Bei den Olympischen Spielen 1964 in Tokio konnte sie auf diesen Strecken jeweils die Silbermedaille gewinnen. Bei den Europameisterschaften 1966 in Utrecht konnte sie wiederum die Titel über 100 m Schmetterling und mit der Staffel erringen. Der Höhepunkt ihrer Karriere war der Olympiasieg über 200 m Schmetterling, als sie bei den Olympischen Spielen 1968 in Mexiko-Stadt die DDR-Schwimmerin Helga Lindner knapp besiegen konnte. Damit wurde sie die erste Olympiasiegerin auf dieser Strecke.
Im Jahr 1976 wurde sie in die Ruhmeshalle des internationalen Schwimmsports aufgenommen.